# Віленська бочка
Віленська бочка —  міра сипучих речовин у Великому князівстві Литовському, пізніше на землях Великого князівства Литовського у складі Росії.
Згідно з постановою сейму Великого князівства Литовського (1766) «Віленська бочка» дорівнювала 406,54 л, та приблизно відповідала 19 пудам пшениці, 18 — жита, 15 — ячменю, 10 пудам вівса. Після приєднання земель Великого князівства Литовського до Росії, була приведена у відповідність з руською системою одиниць і ділилася: на 4 чверті → 8 осьмин → 72 великих (цехових) гарнців → 144 малих (шинкових) гарнців.